# The Legion of Death
The Legion of Death er en amerikansk stumfilm fra 1918 af Tod Browning.

## Medvirkende
- Edith Storey - Marya
- Philo McCullough - Rodney Willard
- Fred Malatesta - Paul
- Charles K. Gerrard as Orlov
- Pomeroy Cannon - Dmitri